# Kryptografická nonce
Kryptografická nonce je označení pro (zpravidla náhodné) číslo, které lze použít pouze jednou. V blockchainu se nonce do bloků a tedy i jejich otisků přidává pro zvýšení odolnosti vůči útokům – jeho přítomnost zvyšuje obtížnost podvržení daného bloku. I kdyby útočník vytvořil celý blok včetně transakcí takový, aby jeho otisk odpovídal otisku původního bloku, stále by musel najít takovou hodnotu nonce, aby se hash podvrženého bloku nezměnil. V praxi samozřejmě neexistuje záruka toho, že nějaké číslo bude použito pouze jednou, ale pokud je jeho rozsah dostatečně velký, není to velký problém. K nonce se také často přidává časové razítko (timestamp).